# Uniqa Tower
Az Uniqa Tower (a tulajdonos írása: UNIQA Tower) egy irodaház a Duna-csatorna mellett Leopoldstadtban, Bécs 2. kerületében.
Az épület megkapta az Európai Unió Zöld épület (Green Building) címkéjét. Ez az első épület Ausztriában, és az egyik első olyan épület Európában, amelyen szerepel a címke. 75 méter magas, 21 felső szintje és öt alsó szintje van. A tornyot 2001 október és 2004 június között építették, körülbelül 70 millió eurós összegből. A nyitó ceremónia 2005. június 25-én volt. Az épületet a bécsi Heinz Neumann építette.